# Guy 101
Guy 101 ist ein computeranimierter Kurzfilm von Ian W. Gouldstone aus dem Jahr 2005.

## Handlung
Der Erzähler berichtet von einem Mann, den er in einem Chatroom getroffen hatte. Dieser nennt sich im Chat Guy 101, ist homosexuell und lebt allein in einem mehrstöckigen Haus in Ohio. Sein Partner ist vor einigen Jahren verstorben. Guy 101, der in Wirklichkeit Keith heißt, schreibt dem Erzähler von einem Erlebnis, das er vor einiger Zeit hatte. Er nahm einen Tramper mit, der ihm während der Fahrt Avancen machte. Beide begaben sich zu Keiths Haus, wo sich Keith auszog. Der Fremde jedoch fesselte ihn und stahl seinen Wagen. Nach einigen Stunden kehrte er zurück, bedrohte Keith mit einer Waffe, ritzte ihn mit einem Messer und fügte ihm mit einer Zigarette Brandwunden dritten Grades zu. Anschließend löste er Keiths Fesseln und ging. Keith gesteht dem Erzähler im Chat, dass er nur eins bedaure: Den Fremden nicht nach seiner Telefonnummer gefragt zu haben.

## Produktion
Gouldstone drehte Guy 101 2005 als B.A.-Abschlussarbeit am Animation Department des Royal College of Art. Er griff dabei auf eine wahre Geschichte zurück, führte Regie, schrieb das Drehbuch und fungierte als Sprecher. Die Animation des Films ist stilistisch Internet-Chats bzw. Onlinespielen der 1990er-Jahre angepasst; Handlungen von Personen werden im Stil von Chatbefehlen usw. wiedergegeben.

## Auszeichnungen
Guy 101 gewann 2007 den BAFTA in der Kategorie Bester animierter Kurzfilm.